# Johan Grøttumsbråten
Johan Hagbart Pedersen Grøttumsbråten (Oslo, 24 febbraio 1899 – Oslo, 24 gennaio 1983) è stato uno sciatore nordico norvegese, attivo in tutte le specialità della disciplina (combinata nordica, salto con gli sci, sci di fondo) e dominatore, assieme al connazionale Thorleif Haug, delle prime edizioni dei Giochi olimpici invernali.

## Biografia
Originario della valle di Sørkedalen, presso Oslo, ha partecipato a tre edizioni dei Giochi olimpici invernali (Chamonix-Mont-Blanc 1924, Sankt Moritz 1928 e Lake Placid 1932), andando a medaglia in ogni edizione.
Nell'edizione di Chamonix-Mont-Blanc 1924 ha partecipato alle gare di fondo della 18 km e della 50 km, vincendo rispettivamente la medaglia d'argento e quella di bronzo, e alla gara individuale di combinata nordica, dove ha conquistato un altro bronzo.
Nella successiva edizione di Sankt Moritz 1928 ha conquistato due medaglie d'oro nella 18 km di fondo e nella combinata nordica, specialità nella quale ha raggiunto ancora il massimo gradino del podio nell'edizione di Lake Placid 1932).
Ha vinto anche tre medaglie d'oro ai Mondiali del 1926 (combinata nordica) e del 1931 (18 km di fondo e combinata nordica).
Grøttumsbråten è uno dei tre atleti ad aver vinto per cinque volte il Trofeo Holmenkollen di combinata nordica (1923, 1926, 1928, 1929, e 1931). Nel 1924 ha condiviso la medaglia Holmenkollen con Harald Økern. Nel salto con gli sci vanta come miglior risultato il quarto posto ottenuto ai Mondiali di Lahti nel 1926.
Morì a Vestre Aker (Oslo) nel 1983.

## Palmarès

### Combinata nordica

#### Olimpiadi
- 3 medaglie:
  - 2 ori (individuale a Sankt Moritz 1928; individuale a Lake Placid 1932)
  - 1 bronzo (individuale a Chamonix-Mont-Blanc 1924)

#### Mondiali
- 2 medaglie
  - 2 ori (individuale a Lahti 1926; individuale a Oberhof 1931)

### Sci di fondo

#### Olimpiadi
- 3 medaglie, valide anche a fini iridati:
  - 1 ori (18 km a Sankt Moritz 1928)
  - 1 argento (18 km a Chamonix-Mont-Blanc 1924)
  - 1 bronzo (50 km a Chamonix-Mont-Blanc 1924)

#### Mondiali
- 1 medaglia, oltre a quelle conquistate in sede olimpica e valide anche a fini iridati:
  - 1 oro (18 km a Oberhof 1931)

## Onorificenze
- Medaglia Holmenkollen (1924)